# Katalin Pálinger
Katalin Pálinger (Mosonmagyaróvár, 6 de dezembro de 1978) é uma ex-handebolista profissional húngara, medalhista olímpica.
Katalin Pálinger fez parte dos elencos medalha de prata, em Sydney 2000, atuava como goleira.